# アリョンカ
アリョンカ（露: Алёнка, 英: Alyonka, Alenka）は、ロシアの製菓メーカー、クラスヌィ・オクチャブリが製造しているチョコレートのブランドである。アリョーンカとも表記される。
販売会社は、ユナイテッド・コンフェクショナーズの小売店チェーン、ユナイテッド・コンフェクショナーズ・ネットワーク (ООО «Объединённая кондитерская сеть») である。

## 由来

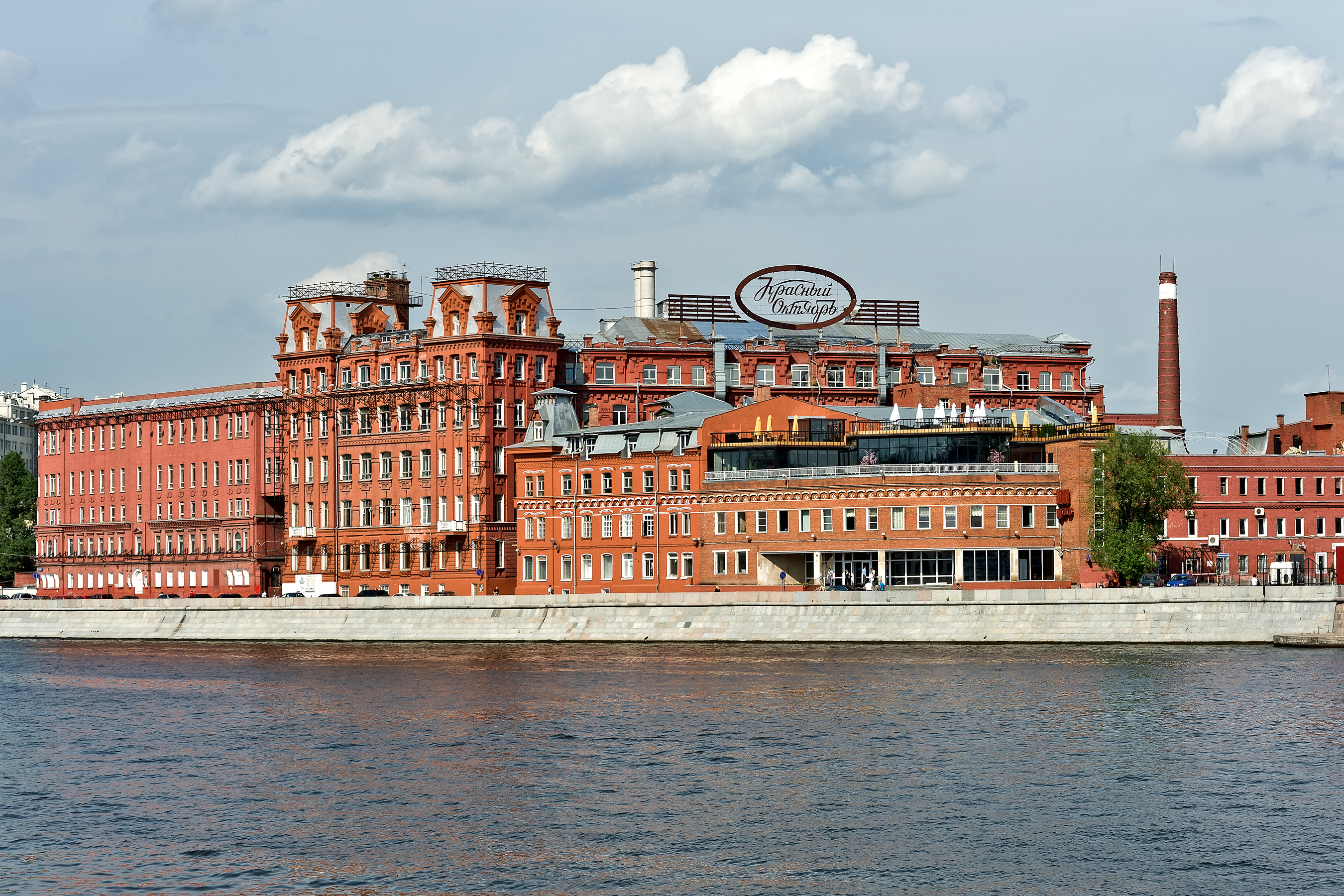
クラスヌィ・オクチャブリの工場

1964年、ソビエト連邦共産党の中央委員会によって、新しい食糧プログラムが採択された。その中で、一般大衆向けに手頃な価格のミルクチョコレートを大量生産し、販売することが決定された。コンペティションが行われた結果、クラスヌィ・オクチャブリが優勝した。
1965年、クラスヌィ・オクチャブリによってアリョンカの製造が開始される。「アリョンカ」という名称は、宇宙飛行士ワレンチナ・テレシコワの娘の名前に由来するとされているが、クラスヌィ・オクチャブリは、これは単なる言い伝えに過ぎないとしている。

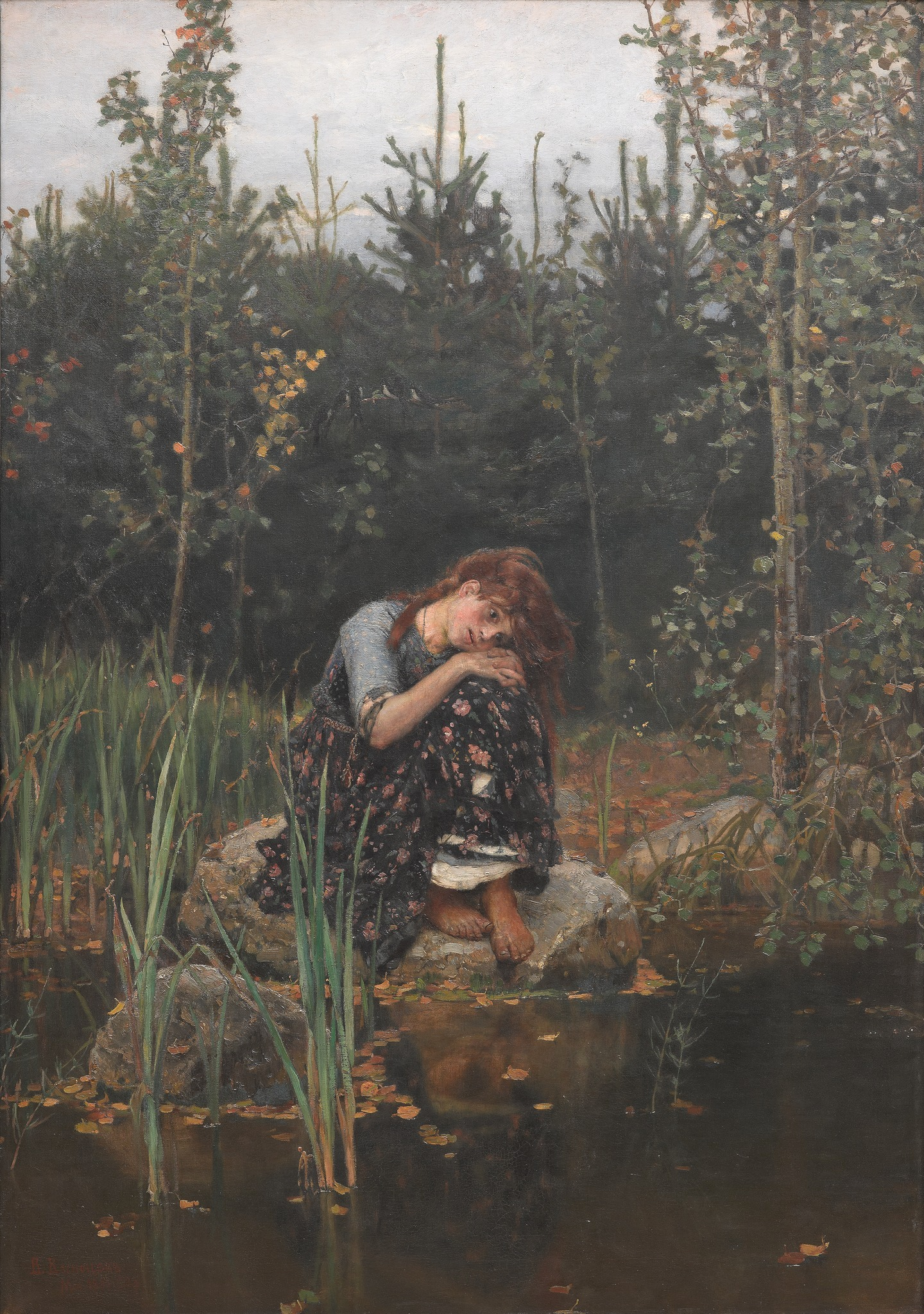
『アリョーヌシカ』

アリョンカは当初、ウサギと犬を抱えた少女やじょうろを手にした少女など様々なイラストをパッケージに入れて販売されていたことを受けて、クラスヌィ・オクチャブリは公式のパッケージを決めることにした。画家ヴィクトル・ヴァスネツォフによる絵画作品『アリョーヌシカ』をパッケージに採用するという案も出ていたが、この作品に描かれた人物が悲しい表情をしており、裸足であることなどの理由で、この案は実現されなかった。
1965年にクラスヌィ・オクチャブリの経営者が、新聞「ヴェチェルニャヤ・モスクワ」に、アリョンカのパッケージに採用する、子どもの写真を募集する広告を掲載した結果、1,000件を超える数の応募があり、その中から写真記者アレクサンドル・ゲリナス (Александр Геринас) による写真が選ばれた。写真は、アレクサンドル・ゲリナスの生後8か月の娘、エレーナ (Елена) がプラトークを着けた姿を写したものであり、1966年に写真をもとに描かれた女児のイラストがアリョンカのパッケージに採用された。イラストの製作者は、クラスヌィ・オクチャブリのデザイナー、ニコライ・マスロフ (Николай Маслов) であった。写真の女児は眼の色が茶色であったが、イラストでは眼が青色に描かれ、上唇は少しふっくらさせられ、頬はより紅潮し、顔は若干面長になった。

## 訴訟
2000年2月、エレーナ・ゲリナスはクラスヌィ・オクチャブリに対して訴訟を起こした。エレーナは、アリョンカのパッケージには自分の写真が描かれているものと考えており、写真の著作権者がエレーナにあることを認めることと、著作権侵害に対する補償金を支払うことの他に、今後も写真の使用料を支払い続けることを要求したのである。しかしながら、鑑定を行った専門家は、パッケージに描かれたイラストは、エレーナの幼少期の写真をもとに製作された可能性が高いとしながらも、製作する際に変更が加えられたために、写真とは別の作品になっているとの判断を下し、エレーナの主張は認められなかった。